# Pietro Paolo Caravaggio
Pietro Paolo Caravaggio, in latino Petrus Paulus Caravagius (Milano, 1617 – Milano, 30 ottobre 1688), è stato un matematico e ingegnere militare italiano. Cittadino del Ducato di Milano durante la dominazione spagnola, fu professore di matematica presso le Scuole Palatine e fu legato da vincoli di stretta amicizia con il poeta e matematico milanese Tommaso Ceva.

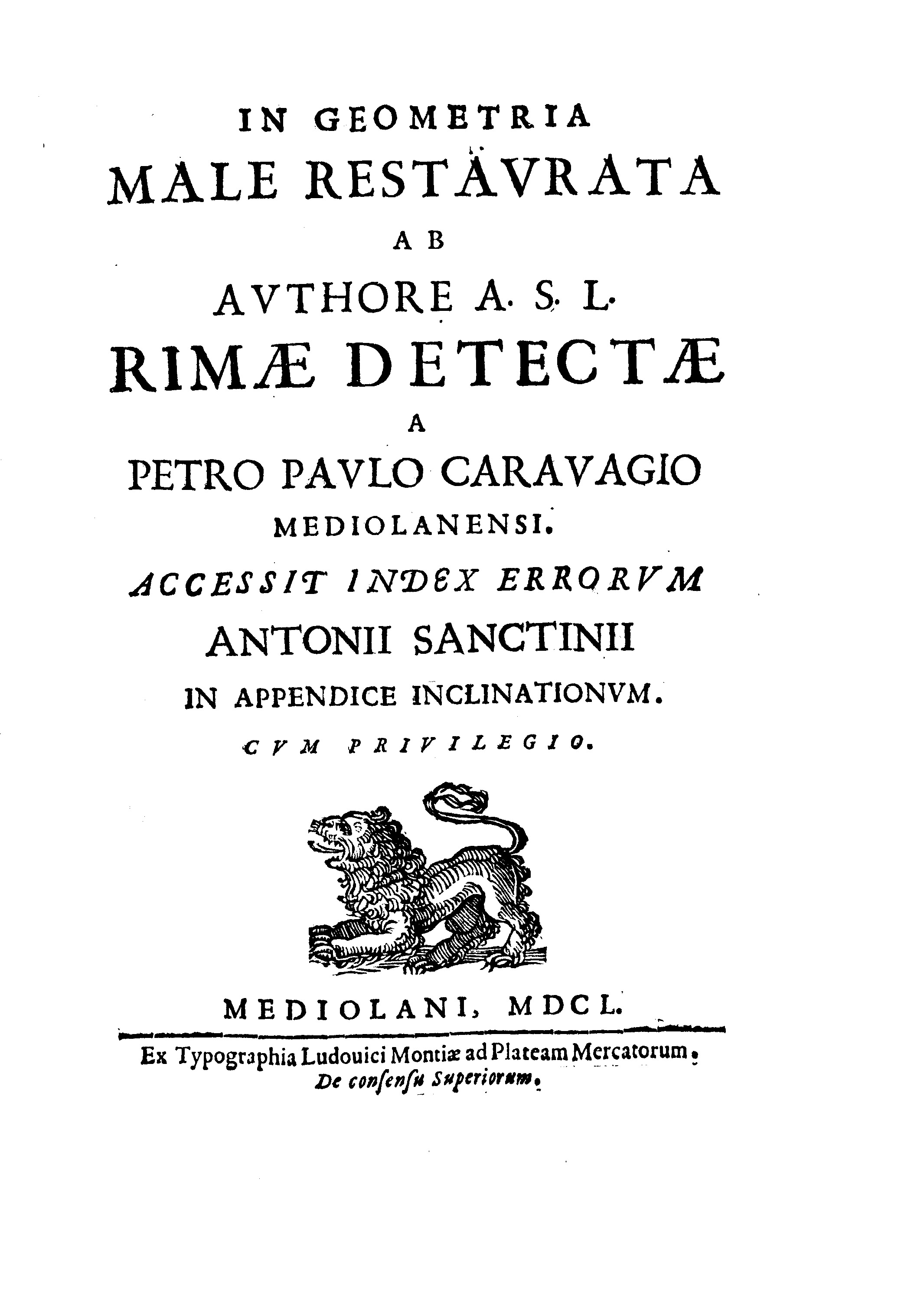
In geometria male restaurata, 1650

È noto per la sua opera latina In geometria male restaurata, dedicata al Re Filippo IV di Spagna, Duca di Milano, in cui presenta la geometria come regina in pace e in guerra di arti, architettura, industria e dominio del territorio.

## Biografia
Pietro Paolo Caravaggio nacque nel 1617 da nobile famiglia milanese. Studiò grammatica sotto la guida del filologo tedesco Caspar Schoppe, assieme a Mariangelo Sanbenedetto, che ricorda il giovane compagno di studi in un testo del 1629. Il Caravaggio fu iniziato dallo zio paterno Gianbattista all'apprendimento della matematica che approfondì da solo con lo studio del greco, del francese e dello spagnolo.
Nel 1646 fu assunto alla magistratura edilizia del Milanese e, dopo un periodo di attività militare, nel 1655 venne nominato sovrintendente ai lavori per la fortificazione della città di Tortona. Il suo impegno civile ed il suo valore militare gli valsero il titolo di capitano di fanteria.
Nel 1676 venne eletto ispettore generale delle fortezze del Ducato di Milano. Caravaggio dedicò diversi anni all'insegnamento. Il 3 novembre 1656, alla morte di Giovanni Battista Drusiani, gli fu assegnata la lettura di geometria ed architettura militare all'Università di Pavia, con un incarico triennale e con uno stipendio di 1000 ducati. Insegnò inoltre greco ed arte oratoria al Ginnasio Palatino, passando poi alla cattedra di matematica ad istanza del marchese di Caracena, governatore di Milano dal 1648 al 1656: cattedra che, alla sua morte, venne trasmessa al figlio Pietro Paolo, che era già stato nominato assistente del padre nel 1679. Nel 1676 fu incaricato della direzione di tutti i castelli demaniali del Ducato di Milano. Morì a Milano il 30 ottobre 1688.
Il Caravaggio ebbe rapporti diretti o epistolari con diverse ed importanti personalità dell'ambiente culturale e politico del tempo. Fu amico e collega al Ginnasio Palatino del poeta milanese Carlo Maria Maggi, che gli dedicherà un'opera del 1687 rimasta manoscritta. Secondo quanto riferisce Ludovico Antonio Muratori fu presumibilmente lo stesso Caravaggio a consigliare il poeta meneghino di modificare il proprio stile giovanile «gonfio ed ampolloso». Assieme al Maggi Caravaggio fece parte della cerchia degli studiosi che gravitavano attorno ad un mecenate del tempo, il marchese di Cassino: quali Raimondo Della Torre, agente estense presso la corte spagnola di Milano, il Bignami, Vercellino Maria Visconti.
Fu legato da profonda stima ed amicizia a Tommaso Ceva e Vincenzo Viviani; fu in relazione con Antonio Magliabechi, Pietro Mengoli, con l'architetto Francesco Castelli, con il cremonese Alessandro Campione, ingegnere militare e primo matematico del dominio di Milano; inoltre con Francesco Bondicchi, segretario ed agente a Milano (dal 1656 al 1692) del Granduca di Toscana Cosimo III, e con Pietro Paolo Bosca, bibliotecario nonché prefetto dell'Ambrosiana.

## Opere
Caravaggio fu una figura di notevole rilievo negli ambienti scientifici e letterari italiani della seconda metà del XVII secolo; la sua produzione matematica denota soprattutto, come ha rilevato Luigi Tenca, una buona assimilazione «del sapere altrui», delle tecniche dimostrative e di calcolo, ma presenta anche, essenzialmente in campo geometrico, elementi di interesse e di originalità.
Caravaggio ha lasciato diversi lavori a stampa e manoscritti. Alcuni sono componimenti poetici, talvolta pubblicati con lo pseudonimo di Pietro Lucio Avarapago. Altri sono orazioni e prolusioni sullo studio e l'insegnamento della matematica, del greco e dell'arte militare.
La Geometria applicationum, pubblicata nel 1659, tratta problemi di massimo ed è senz'altro l'opera più nota e più interessante di Caravaggio. Stefano degli Angeli, nel Miscellaneum geometricum del 1660, cita il matematico milanese come «peritissimo geometra» ed espone in sintesi i risultati della Geometria, riportandone per esteso l'enunciato di diversi teoremi. Un riferimento meno ampio al testo di Caravaggio si trova già, un anno prima, nel Miscellaneum hyperbolicum et parabolicum dello stesso Angeli.
La Geometria è ricordata anche da John Collins in una lettera a Wallis del 2 gennaio 1665 e nella recensione alla Geometrica exercitatio di Michelangelo Ricci, riportata nelle Philosophical Transactions del luglio 1668. È infine significativo il giudizio che ne dà il Viviani nella lettera allo stesso Caravaggio del 15 ottobre 1678: egli scrive che il matematico milanese:
Tra i manoscritti del Caravaggio, l'Argelati ed il Mazzuchelli elencano inoltre un lavoro di geometria, Del modo di misurare una Piramide, ovvero Fusto Conico ed uno di meccanica dal titolo Considerationes in motu Ponderis super Currum.